# Flaming Creatures
Flaming Creatures („Entflammte Kreaturen“) ist ein queerer Undergroundfilm aus dem Jahr 1963 des Filmemachers, Performancekünstlers und Fotografen Jack Smith (1932–1989). Der Film übte einen großen ästhetischen Einfluss auf die künstlerische Avantgarde wie Laurie Anderson, Nan Goldin, Rainer Werner Fassbinder, Cindy Sherman, John Waters und Robert Wilson aus und inspirierte die Camp-Kunst. Unter dem Vorwurf der Obszönität war er in 22 US-Staaten und in weiteren Ländern verboten. Heute gilt Flaming Creatures als „Schlüsselwerk des modernen Kinos“.

## Filminhalt
Flaming Creatures spielt mit Konventionen und Grenzüberschreitungen. Die Gender-Rollen im Film sind vieldeutig und entziehen sich einer Festlegung; in der Handlung sind Schwule, Lesben, Transgender, Intersexuelle und Drag-Performende zu sehen. Die Handlung in Flaming Creatures ist surreal, eher assoziativ als narrativ. Die Szenen fließen ineinander, unterbrochen durch flüchtige Großaufnahmen intimer Körperteile.
Der Film übertritt bewusst die moralischen und ästhetischen Normen des US-amerikanischen Filmgeschäfts. Der Filmhistoriker Constantine Verevis erkennt darin ein Spiel mit „Artefakten der Konsumkultur, die aus ihrem funktionalen Zusammenhang gerissen und neu arrangiert sind.“ So erinnert z. B. die Eröffnungssequenz durch den Soundtrack des Films aus Ali Baba und die vierzig Räuber an Maria Montez, Gay-Ikone der 50er und 60er Jahre, nach der sich die Dragqueen Mario Montez später benannte (in Flaming Creatures heißt er/sie noch Dolores Flores).
In einer anderen Szene tragen androgyne Menschen in Großaufnahme auf sinnliche Weise Lippenstift auf, während eine Werbestimme aus dem Off fragt: „Gibt es einen Lippenstift, der nicht abgeht, wenn man Schwänze lutscht?“ Später versammeln sich die „Creatures“ zu einer Vergewaltigungsszene, die sich zu einer Orgie ausweitet. Die Erde beginnt zu beben, und die Geschöpfe fallen in sich zusammen. Ein Vampir, der Marilyn Monroe ähnelt, klettert aus einem Sarg und saugt die schlaffen Wesen aus. Dies startet den Zyklus erneut: sie transformieren sich, werden wieder lebendig und tanzen gemeinsam in eine neue Schöpfung.

## Produktion

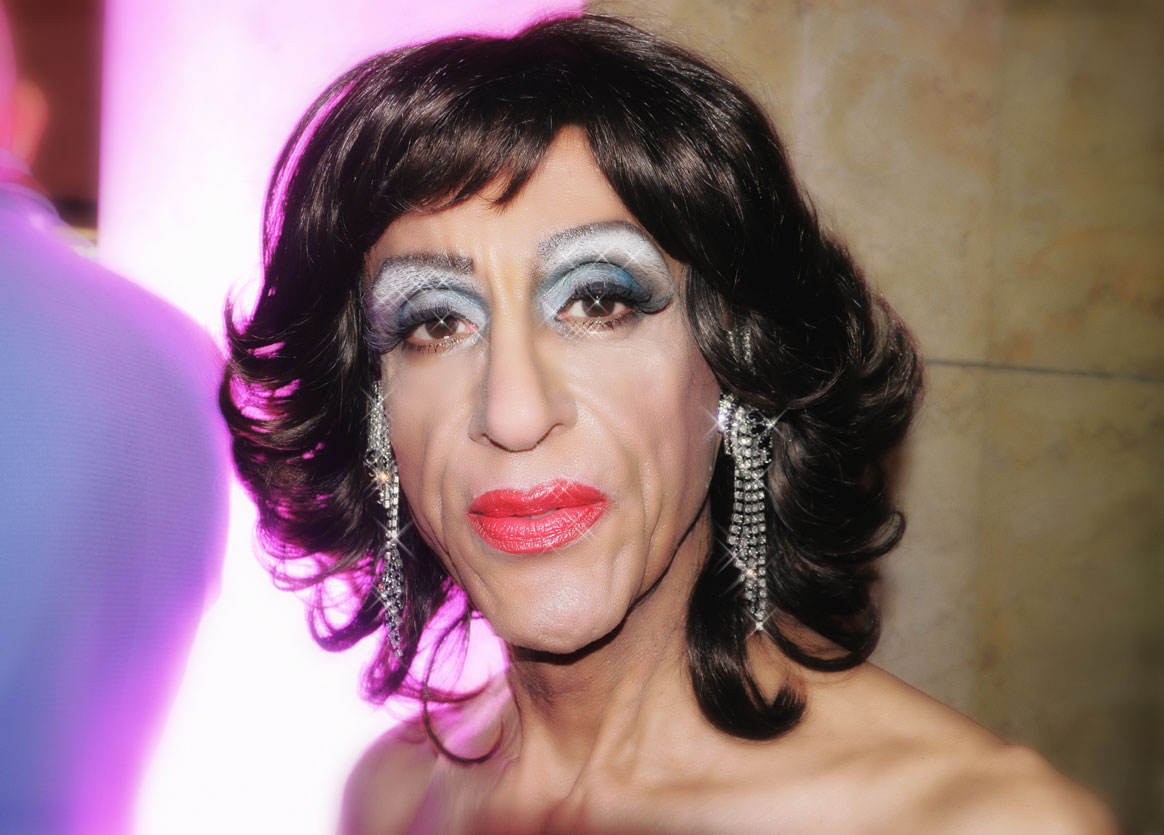
Mario Montez, eine der Flaming Creatures, bei der Berlinale 2012

Flaming Creatures dauert 45 Minuten. Der Film ist in Schwarz-Weiß mit einer 16mm-Kamera gedreht, mit einem Budget von 300 Dollar, was nur durch die kreative Zusammenarbeit der Underground-Szene möglich war. Die Dreharbeiten fanden an Wochenenden – Mitte bis Ende des Jahres 1962 – auf dem Dach des Windsor Theater in der 412 Grand Street in der Bronx statt. Als Filmmaterial verwandte Smith veraltete Umkehrfilme aus Armee-Beständen, wodurch Teile des Films ihre neblige oder auch besonders kontrastreiche Textur erhielten. Zu den Darstellenden zählen unter anderem der Trans-Performer Mario Montez, der später durch Filme mit Andy Warhol berühmt wurde, die Schauspielerin und Regisseurin Judith Malina, Mitgründerin des Living Theatre, sowie der Dichter und Filmemacher Piero Heliczer.
Die Ursprungsidee zu dem Film entstand bereits in den frühen 1960er Jahren, als Jack Smith sich die Wohnung mit der Künstlerin Marian Zazeela teilte. In Smith’ Bildband The Beautiful Book, einer Foto-Serie mit Zazeela, deutet sich die Ästhetik von Flaming Creatures bereits an. Smith wollte die Hauptrolle eigentlich mit Zazeela besetzen, sie bevorzugte jedoch die Zusammenarbeit mit dem Minimal-Music-Komponisten La Monte Young. Nach ihrem Auszug wohnte Smith mit dem Film- und Videokünstler Tony Conrad zusammen, der den Soundtrack zu Flaming Creatures produzierte. Zazeelas Part übernahm die Schauspielerin Sheila Bick.

## Vorführungen und Verbote
Die Premiere von Flaming Creatures fand am 29. April 1963 im Bleecker Street Cinema in Manhattan statt, als Teil eines Double Features mit Ken Jacobs’ Film Blonde Cobra. Nach nur drei Vorführungen stürmte jedoch die Polizei das Kino und beschlagnahmte die Filmrolle.
Spätere Vorführungen fanden im Gramercy Theatre statt. Da Smith den Film nicht zur Lizenzierung eingereicht hatte, waren die Vorführungen kostenlos, das Publikum wurde gebeten, für die Love and Kisses for Censors Film Society zu spenden. Die Zeitschrift Film Culture entschied im Dezember 1963, Smith den Independent Film Award zu verleihen. Dazu mietete man das Tivoli-Theater an, das für Sexploitationfilme bekannt war. Es sollte eine Vorführung von Flaming Creatures mit Ausschnitten von Smith's Normal Love und Andy Warhols Newsreel geben, doch das Tivoli sagte die Veranstaltung ab. Aus Protest versammelten sich Hunderte von Menschen vor dem Theater, und Smith erhielt in einer improvisierten Zeremonie auf einem Autodach vor dem Theater trotzdem seinen Preis. Unter Führung der Experimentalfilmerin Barbara Rubin hielt die Menschenmenge das Tivoli besetzt, bis die Polizei kam und das Gebäude räumte.
Auch das 3. Knokke Experimental Film Festival (EXPRMNTL), das wichtigste Forum für Experimental- und Avantgarde-Film, lehnte eine Vorführung von Flaming Creatures ab, aus Angst, der Film könnte gegen die belgischen Obszönitätsgesetze verstoßen. Aus Protest verließ Regisseur Jonas Mekas, „der Pate des amerikanischen Avantgardekinos“, die Festivaljury, und mehrere Filmerinnen und Filmer drohten, ihre Filme ebenfalls zurückzuziehen. Mekas kam auf die Idee, private Vorführungen in seinem Hotel zu veranstalten. Einmal drangen Mekas, Barbara Rubin und P. Adams Sitney sogar in die Vorführkabine eines Kinos ein, um Ausschnitte von Flaming Creatures zu zeigen.
Im April 1965 wurde eine Vorführung durch Studierende der University of New Mexico, obwohl außerhalb des Campus, von der Polizei gestürmt, die den Film beschlagnahmte. Im November 1966 löste die Polizei eine Vorführung des UT-Austin-Zweigs der Students for a Democratic Society (SDS) auf. Eine Vorführung an der University of Michigan im Januar 1967 führte zur Beschlagnahmung des Films und zur Verhaftung von vier Studenten, was Proteste und einen Sitzstreik der Studierenden auslöste. Eine Vorführung an der University of Notre Dame anlässlich der Pornografie- und Zensurkonferenz 1969 wurde abgesagt. Als die Studierenden versuchten, die verbotenen Filme dennoch zu zeigen, unterbrach die Polizei die Veranstaltung. Das führte zum ersten gewaltsamen Konflikt zwischen Polizei und Studierenden an der Universität.

## Prozess wegen Obszönität

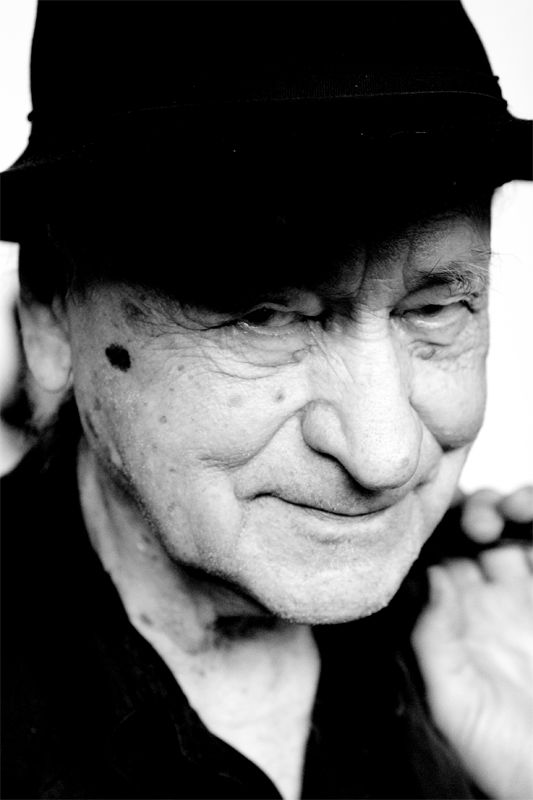
Jonas Mekas gehörte zu denen, die wegen der Vorführung des Films verhaftet und verfolgt wurden.

Im Februar 1964 zeigte die New Yorker Film-Makers’ Cinematheque Flaming Creatures und andere Undergroundfilme unter dem Titel Our Infamous Surprise Program. Bei der dritten Vorführung am 3. März unterbrach die Polizei die Veranstaltung. Sie beschlagnahmten die Filmrollen und den Projektor und verhafteten Mekas, Ken Jacobs, Florence Karpf und den Schauspieler Jerry Sims. Mekas veranstaltete daraufhin eine Benefizvorführung der Genet-Verfilmung Un chant d'Amour, um Geld für einen Rechtsverteidigungsfonds zu sammeln, wurde dabei aber erneut verhaftet.
Der Fall People of the State of New York v. Kenneth Jacobs, Florence Karpf und Jonas Mekas wurde am 12. Juni 1964 verhandelt. Der Bürgerrechtsanwalt Emile Zola Berman hatte die Verteidigung übernommen. Mit Fachgutachten setzten sich die Filmemacherin Shirley Clarke, der Dichter Allen Ginsberg, die Schriftstellerin Susan Sontag, der Filmemacher Willard Van Dyke und der Filmhistoriker Herman G. Weinberger für den Film ein. Die Angeklagten wurden verurteilt, erhielten jedoch Bewährungsstrafen. Sie legten Berufung ein mit der Begründung, das Gericht habe die zur Verfügung gestellten Expertenaussagen nicht angehört. Der New York Supreme Court akzeptierte die Berufung und hob die Strafen, nicht aber das Urteil auf. In seiner Stellungnahme heißt es, dass es, „unabhängig davon, was dieses Gericht über die Obszönität von Flaming Creatures denken mag, offensichtlich ist, dass die Berufungskläger hier in gutem Glauben handeln, dass der Film nicht obszön sei.“ Fünfzig Jahre später entschuldigte sich der damals zuständige Staatsanwalt bei Mekas dafür: „Obwohl sich meine Wertschätzung der freien Meinungsäußerung und meine Abneigung gegen Zensur erst mit zunehmender Reife stärker entwickelten, hätte ich damals mutiger handeln sollen.“

## Geschichte des Films nach dem Prozess
Smith und Mekas zerstritten sich später. Smith warf Mekas vor, die Publicity zu genießen, die durch die Konflikte um Flaming Creatures entstanden war. Auch verdächtigte er ihn, die Originalkopie des Films für das Anthology Film Archives (dessen Gründer Mekas war) entwendet zu haben, wobei Smith es hasste, „fertige“ (und damit kommerzialisierbare) Werke zu hinterlassen. Tatsächlich blieb die Filmrolle verschwunden, bis der Filmhistoriker Jerry Tartaglia sie 1978 bei einer Entrümpelung im Abfall fand und an Smith zurückgab. Der Kritiker J. Hoberman und die Performance-Künstlerin Penny Arcade retteten Smiths Habseligkeiten. Sie gründeten die Plaster Foundation, um Smith's Filme zu restaurieren, was fünf Jahre in Anspruch nahm.
Nach Smiths Tod im Jahr 1989 wurde Flaming Creatures von amerikanischen Kunstinstitutionen entdeckt. Das New York Film Festival zeigte den Film 1991, und das Museum of the Moving Image nahm ihn 1997 in eine Retrospektive von Smiths Werk auf. Der Film befindet sich heute im Besitz des Arsenal, des Instituts für Film und Videokunst e.V. in Berlin, ein Geschenk der Plaster Foundation als Dank für die Hilfe bei den Restaurierungsarbeiten. Das Museum of Modern Art (MoMA) in New York sowie das Centre Pompidou in Paris verfügen jeweils über eine Kopie. Der Film kann auch über die Film-makers’ Cooperative ausgeliehen bzw. gestreamt werden.

## Rezeption
Andy Warhol bezeichnete Smith als „die einzige Person, die ich jemals versuchen würde zu kopieren“. Warhol war von Flaming Creatures so fasziniert, dass er Smith bei dessen nächstem Film Normal Love unterstützte und eine Dokumentation über die Dreharbeiten produzierte. Der Filmemacher John Waters betrachtete Smith als „einzig wahren Underground-Filmemacher“. Für den Dramatiker und Theaterinnovator Richard Foreman war Smith „die verborgene Quelle für praktisch alles, was im sogenannten experimentellen amerikanischen Theater von Interesse ist“. Die Fotografin Nan Goldin feierte Smith als „Hohepriester des Babylon von Lower Manhattan während seiner größten Ära.“
Die Publizistin Susan Sontag lobte Flaming Creatures in ihrem Essay von 1966 als „seltenes modernes Kunstwerk: es geht um Freude und Unschuld.“ Sie spottete über den Vorwurf der Obszönität: „Das Einzige, was man bei diesen Nahaufnahmen von schlaffen Penissen und hüpfenden Brüsten, Masturbation und Oralsex in Jack Smiths Flaming Creatures bedauern kann, ist, dass es schwierig ist, über diesen schönen, bemerkenswerten Film nur zu sprechen, weil man ihn verteidigen muss.“
Jonas Mekas erkannte in Flaming Creatures einen wichtigen Beitrag zur Filmkunst. Ken Kelman beschrieb den Film in Anspielung auf John Milton als „uralten rituellen Gesang ... nicht für das verlorene Paradies, sondern für die Hölle, die Satan errungen hat.“ Der Filmhistoriker P. Adams Sitney beschrieb Flaming Creatures als „Mythos der wiedergewonnenen Unschuld“, in dem Smith „ein mythisches Zentrum freilegt, das bisher verschlossen war.“ Der Filmkritiker Jonathan Rosenbaum nannte den Film „einen der besten, vergnüglichsten Avantgarde-Filme, die je produziert wurden“.
Im Filmreferenzbuch 1001 Filme, die Sie sehen sollten, bevor das Leben vorbei ist heißt es: „Die spezifische Schönheit von Flaming Creatures verdankt sich weitgehend Smiths Gebrauch der Handkamera. Seine unerwarteten Bildausschnitte schaffen dichte Kompositionen von Geweben, Körperteilen und stark geschminkten Gesichtern. Flaming Creatures ist eine Aufforderung, unser Leben sagenhaft zu leben.“
Die Kritik an Flaming Creatures bestand hauptsächlich im Vorwurf der „Obszönität“, doch es gab auch andere negative Äußerungen. So fand der Vorsitzende der damaligen Homosexual League of New York Flaming Creatures „lang, verstörend und psychologisch unangenehm“. Der Filmkritiker Amos Vogel verglich ihn mit einem Film Noir, der „trotz Blitzen von Brillanz und Momenten perverser, gequälter Schönheit“ voll von „schlaffen Genitalien und schlaffer Kunst“ sei. Der Filmkritiker Arthur Knight verriss ihn als „schwulen Junggesellenabschied, ... der gleichzeitig Sex und Kino schändet.“ Der Journalist Pete Hamill beschrieb ihn als „eine spitzfindige Übung in der Kunst des Sex, mit der sich Henry Miller vor 30 Jahren beschäftigt hat.“
Eine Retrospektive des österreichischen Filmfestivals Viennale im Jahr 2021 bewarb Flaming Creatures als „improvisierte Orgien, poetische Momentaufnahmen, gedreht auf verdorbenem 16mm-Material, unterlegt mit unsauberem Soundtrack: Undergroundfilmer Jack Smiths pornografische Liebeserklärung an die schönen Transvestiten, die flammenden Kreaturen zwischen den Geschlechtern.“

## Retrospektiven und Remakes
Nach anfänglichen Verboten wurde Flaming Creatures später bei mehreren internationalen Filmfestivals gezeigt, so beim
- Locarno International Film Festival (1975, 2008)
- International Film Festival Rotterdam (1992, 2006)[54]
- Buenos Aires International Festival des Independent-Films (2012)
- Internationales Dokumentarfilmfestival Jihlava (2019)[55]

Auch in Deutschland wurde Flaming Creatures gewürdigt, unter anderem:
- 12. Documenta 2007 in Kassel[56]
- Haus der Kulturen der Welt 2008 in Berlin[57]
- Festival Live Film! Jack Smith! 2009 in Berlin[58]
- Festival und Symposium Live Film – Queer Live! in Frankfurt 2012.[59][60]

Bei der Berlinale 2012 wurde Mario Montez für seine Darstellung u. a. in Flaming Creatures auf der Berlinale mit dem Special Teddy Award geehrt. Im Österreichischen Filmmuseum in Wien fand 2012 im Rahmen der Vienna Art Week eine Retrospektive zu Flaming Creature statt. Auch im Museo Nacional Centro de Arte Reina Sofia in Madrid gab es 2008 eine Retrospektive.
Eine Ausstellung der Julia Stoschek Collection 2012 in Berlin versammelte unter dem Titel Flaming Creatures die Arbeit von 14 Künstlerinnen und Künstlern, die zu Camp arbeiten. Der Videokünstler Bec Stupak schuf 2006 ein Remake von Flaming Creatures, das nur auf Beschreibungen des Films basiert, da er den Originalfilm nie gesehen hatte. Todd Haynes spielt in seinem Spielfilm Velvet Goldmine aus dem Jahr 1998 mit einer fiktiven Band namens Flaming Creatures auf den Film an. Guy Maddins Film The Little White Cloud That Cried von 2009 war als Hommage an Flaming Creatures konzipiert.